# Kentropyx
Kentropyx és un gènere de llangardaixos de cua de fuet que pertany a la família dels tèids. El gènere és endèmic d'Amèrica del Sud, incloses les illes de Trinitat i Barbados.
El tàxon inclou nou espècies vàlides en aquest gènere (en ordre alfabètic, per nom específic).
- Kentropyx altamazonica (Cope, 1876)
- Kentropyx borckiana (W. Peters, 1869)
- Kentropyx calcarata Spix, 1825
- Kentropyx lagartija Gallardo, 1962
- Kentropyx paulensis (Boettger, 1893)
- Kentropyx pelviceps (Cope, 1868)
- Kentropyx striata (Daudin, 1802)
- Kentropyx vanzoi Gallagher i Dixon, 1980
- Kentropyx viridistriga (Boulenger, 1894)

Nota bene: Una autoritat binomial entre parèntesis indica que l'espècie va ser descrita originalment en un gènere diferent de Kentropyx.